# 竹林 (宜蘭縣)
竹林，是台灣宜蘭縣羅東鎮的一個傳統地域名稱，位於該鎮中部偏北。相較於今日行政區，其範圍大致包括竹林里、樹林里不含西南端凸出部分及南部東側一小部分、信義里不含東北角、公正里、集祥里北大半部、賢文里東北部及西北端。
本地區南部因與羅東市中心相連，已發展成為羅東市區的一部分。

## 歷史
台灣清治末期，竹林地區為一街庄，稱為「竹林庄」，隸屬於羅東堡。該庄東北與四結庄為鄰，東及東南與頂五結庄、十八埒庄為鄰，南與羅東街、阿里史庄為鄰，西南邊為北成庄，西北邊為歪仔歪庄。
1901年（日治明治三十四年）11月，廢縣廳改設二十廳，該庄隸屬於宜蘭廳，編入第十二區。1905年（明治三十八年）7月，第十二區改名「羅東區」。1909年（明治四十二年）10月，合併二十廳為十二廳，該庄仍隸屬於宜蘭廳。1920年（大正九年），廢十二廳改設五州二廳，該庄改制為「竹林」大字，隸屬於臺北州羅東郡羅東街。
戰後羅東街改制為羅東鎮，隸屬於臺北縣，大字改制為里。1950年10月，北、基、宜分治，羅東鎮改隸屬於宜蘭縣。

## 聚落
本地區發展較早的聚落為竹林，在日治期初期的官方地圖上已有記載。此外，本地區尚有蘭林新村、竹林新村等聚落。

## 交通
台鐵宜蘭線是台灣東北部鐵路幹線，大致以縱向經過竹林地區東部凸出部分。境內未設站，但東南側不遠處即為羅東車站，屬二等站，停靠大部分的普悠瑪號、太魯閣號、自強號、復興號，及全部的莒光號、區間快車與區間車。由此可前往台鐵沿線各站。
省道台9線（中正路一段、純精路三段）又稱「東部幹線」，是台北經東台灣至屏東楓港的幹道，大致以北北西—南南東走向轉東北—西南走向繞弧形轉北北北—南南西走向經過本地區。由該道向北北西可前往五結西北部、宜蘭、礁溪、頭城西南部、坪林等地，向南南西繞過羅東市中心區後可前往冬山、蘇澳、南澳等地。
縣道196號（復興路二段～一段、中正北路、倉前路）是三星至五結鄉下清水的道路，大致以北北西－南南東走向轉西北西—東南東走向再轉縱向再轉西向東再轉西南—東北走向經過本地區。由該道路向北北西可前往歪子歪、尾塹、大洲、阿里史與紅柴林交界地帶、三星市區並止於省道台7丙線路口，向東北轉東可前往頂五結、中一結、中二結、四百名、一百甲並止於五結防潮閘門西北側。
鄉道宜26線（公正路）是三星鄉楓林至北成的道路，大致以西向東繞弧形轉西北西—東南東走向經過本地區西南部一小段邊界地帶。由該道路向西繞弧形轉西南再轉西北經北成後，可前往廣興北部、大洲、中溪洲、紅柴林後轉南並止於縣道196號路口，向東南東可前往北成東北部凸出部分並止於省道台9線路口。

## 學校
- 羅東高中
- 羅東國中
- 公正國小
- 竹林國小

## 產業
- 羅東林業文化園區（大部分）